# Олігодон Темплетона
Олігодон Темплетона (Oligodon calamarius) — неотруйна змія з роду Олігодон родини Вужеві. Отримав назву на честь ірландського вченого Роберта Темплетона.

## Опис
Загальна довжина досягає 30 см. Голова невелика, овальної форми. очі маленькі з круглими зіницями. Шийне перехоплення не виражене і голова майже не відмежована від шиї. Тулуб циліндричний, короткий. Луска гладенька, яка утворює 15 рядків навколо тіла. Черевних щитків 127–152, підхвостових — 20—34 (розділених), 1 анальний розділений щиток.
Спина темно—коричневого кольору з поперечними смугами, які неповні або частково тягнуться серед тулуб. Уздовж хребетного проходить помаранчева лінія. Лоб має темний пляму, яка формою нагадує півмісяць. Черево білого забарвлення з квадратними чорними плямами на кшталт шахової дошки.

## Спосіб життя
Полюбляє лісисту, гірську місцини. Зустрічається на висоті до 1000 м над рівнем моря. Активений вночі або у сутінках. Харчується дрібними рептиліями, їх яйцями, комахами.
Це яйцекладна змія. Самиця відкладає до 4 яєць.

## Розповсюдження
Це ендемік о.Шрі-Ланка.